# Droit des malades
Vous pouvez aider à l'améliorer ou bien discuter des problèmes sur sa page de discussion.
- Il ne cite pas suffisamment ses sources. Vous pouvez indiquer les passages à sourcer avec {{référence nécessaire}} ou {{Référence souhaitée}}, et inclure les références utiles en les liant aux notes de bas de page. (Marqué depuis décembre 2023)
- Son texte doit être wikifié : il ne correspond pas à la mise en forme Wikipédia (style, typographie, liens internes, liens entre les wikis, etc.). (Marqué depuis décembre 2023)

- Archive Wikiwix
- Bing
- Cairn
- DuckDuckGo
- E. Universalis
- Gallica
- Google
- G. Books
- G. News
- G. Scholar
- Persée
- Qwant
- (zh) Baidu
- (ru) Yandex
- (wd) trouver des œuvres sur Wikidata

Le droit des malades est une notion récente de droit français : elle a été entérinée en 2002 par la « Loi de rénovation sociale » [réf. nécessaire] et surtout par la loi du 4 mars 2002 relative aux droits des malades et à la qualité du système de santé, promulguée par le gouvernement Jospin.

## Le droit des malades
La loi est explicite: « Aucun acte médical ni aucun traitement ne peut être pratiqué sans le consentement libre et éclairé de la personne, et ce consentement peut être retiré à tout moment ». Dans le cas où le malade ne peut pas exprimer sa volonté, aucune intervention ou investigation ne peut être réalisée, sauf urgence ou impossibilité, sans que la personne de confiance, ou la famille, ou à défaut un de ses proches n'ait été consulté.
Visant au bien des patients, certaines interventions médicales peuvent tout de même porter préjudices à ces derniers. Au sein de divers établissements médicaux comme les hôpitaux, dans une pharmacie, dans des maisons de retraite chez le médecin traitant ou même à domicile, les erreurs médicales peuvent survenir. 
Deux articles soumettent les médecins, quelle que soit leur spécialité, aux obligations générales suivantes :
- Article 3 (article R.4127-3 du Code de la Santé Publique)

Le médecin doit, en toutes circonstances, respecter les principes de moralité, de probité et de dévouement indispensables à l'exercice de la médecine.
- Article 31 (article R.4127-31 du Code de la Santé Publique)

Tout médecin doit s’abstenir, même en dehors de l'exercice de sa profession, de tout acte de nature à déconsidérer celle-ci.
Il ne doit pas porter atteinte à l'honneur et à la probité de la médecine.

## Faire valoir ses droits
Afin de faire valoir les droits du patient, les diligences suivantes sont à accomplir:
- Le patient doit au préalable conserver et photocopier toute pièce pouvant certifier les dépenses ou pertes qu'il a engagé à la suite de l'erreur médicale dont il est victime.
- Établir la liste des préjudices:
  - le préjudice corporel (blessures et toute atteinte à l'intégrité physique).
  - le préjudice esthétique (cicatrices).
  - le préjudice moral (atteinte à la psychologie du patient).
  - le préjudice d'agrément (dégâts provoquant l'arrêt définitif d'un loisir ou autres activités sportives).

Lorsqu'une faute médicale se produit, deux possibilité s'offrent alors:
- Porter plainte en se constituant partie civile.
- Faire une citation directe.